# 조낭파

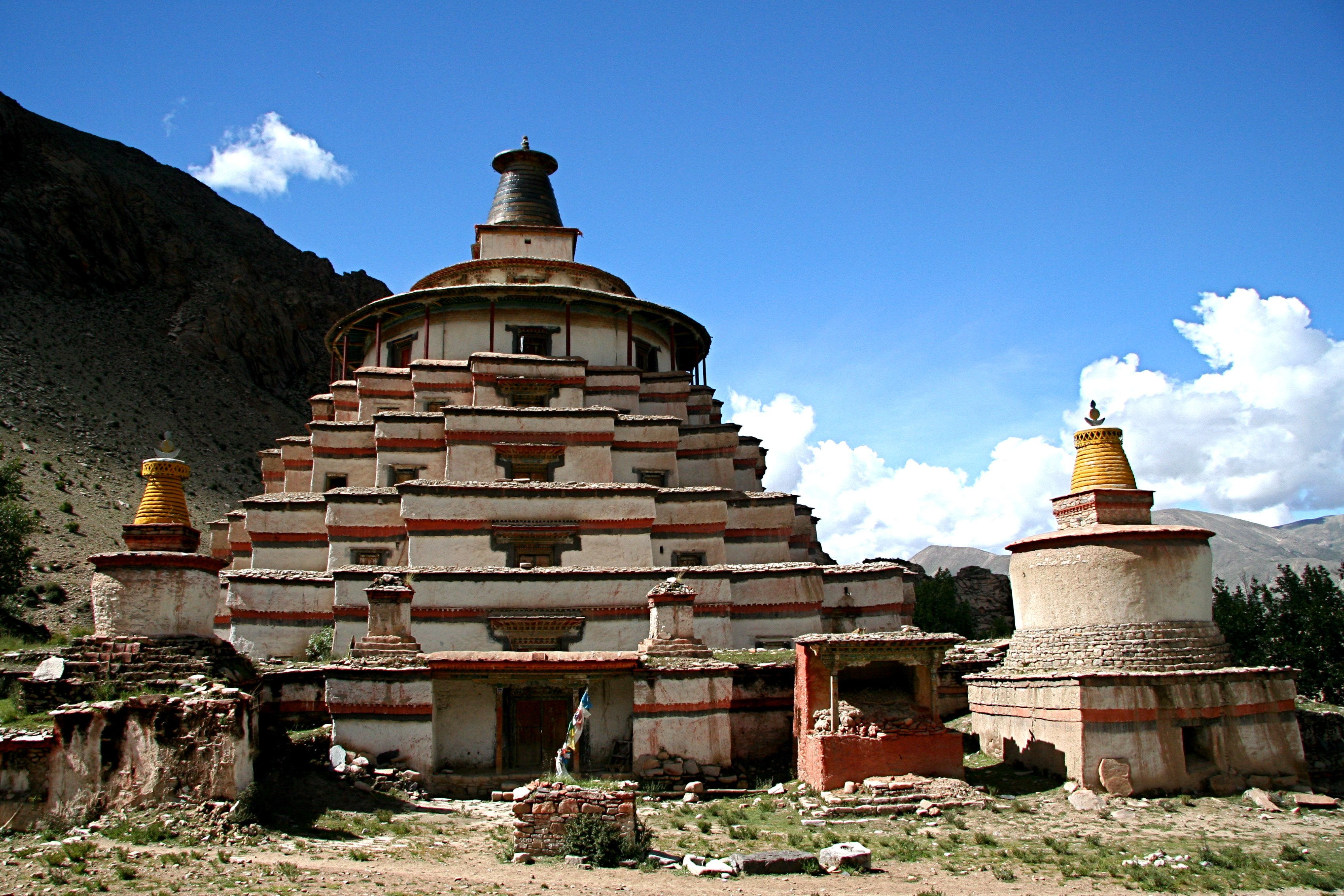
티베트 조모낭의 돌포파 대 스투파

조낭파는 티베트 불교의 한 종파이다. 티베트에서의 기원은 12세기 초의 거장 유모 미쿄 도르제(Yumo Mikyo Dorje)로 거슬러 올라간다. 이는 14세기의 유명한 인물 돌포파 셰랍 얄첸(Dolpopa Sherab Gyaltsen)의 작품을 통해 널리 알려지게 되었다. 조낭파의 주요 수행은 칼라카크라 탄트라(시간의 수레바퀴 탄트라, Kālacakra tantra)이며, 이것들은 셴퉁(shentong)으로 알려진 사상을 옹호하는 것으로 널리 알려져 있다.
일정 기간 영향을 받은 후 조낭 전통은 일련의 역전을 겪었는데, 이는 부분적으로 17세기 5대 달라이 라마 치하의 정치적으로 지배적인 겔룩 학파의 탄압으로 인해 발생했다. 조낭파는 암도 지구에서 살아남았고 결국 궈뤄, 나시 및 캄 (티베트)과 같은 다른 지역에서 다시 자리를 잡았다. 이들은 지금까지 쉬지 않고 연습을 이어오고 있다. 오늘날 이 지역에서는 약 5,000명의 조낭 전통 승려들이 수행하고 있다. 그러나 19세기의 리메(Rimé) 운동이 겔루그 이외의 티베트 불교 전통에 대한 연구를 장려할 때까지 그들의 가르침은 이 지역으로 제한되었다.